# Opuntia stricta
Espèce
Classification phylogénétique
Synonymes
- Cactus opuntia L. var. inermis DC.
- Cactus strictus Haw.
- Opuntia airampo Phil.
- Opuntia anahuacensis Griffiths
- Opuntia atrocapensis Small
- Opuntia bartramii Raf.
- Opuntia bentonii Griffiths
- Opuntia cyanella Griffiths
- Opuntia dillenii (KerGawl.) Haw.
- Opuntia gilvoalba Griffiths
- Opuntia gomei Griffiths
- Opuntia horrida Salm-Dyck ex DC.
- Opuntia humilis (Haw.) Haw.
- Opuntia inermis (DC.) DC.
- Opuntia keyensis Britton ex Small
- Opuntia laxiflora Griffiths
- Opuntia longiclada Griffiths
- Opuntia macrarthra Gibbes
- Opuntia magnifica Small
- Opuntia maritima Raf.
- Opuntia nitens Small
- Opuntia parva A.Berger
- Opuntia spinalba Raf.
- Opuntia stricta (Haw.) Haw.
 var. dillenii (KerGawl.) L.D.Benson
- Opuntia tenuiflora Small
- Opuntia tunoides Gibbes
- Opuntia zebrina Small

Statut de conservation UICN

 LC  : Préoccupation mineure
Statut CITES
Opuntia stricta, l'Oponce stricte, est une espèce de plantes à fleurs de la famille des Cactaceae. C'est un cactus originaire de l'Amérique centrale et du sud des États-Unis. Devenue envahissante en Afrique du Sud, en Australie et en Nouvelle-Calédonie, elle figure dans la liste, établie par l'IUCN, des 100 espèces parmi les plus envahissantes au monde.

## Description

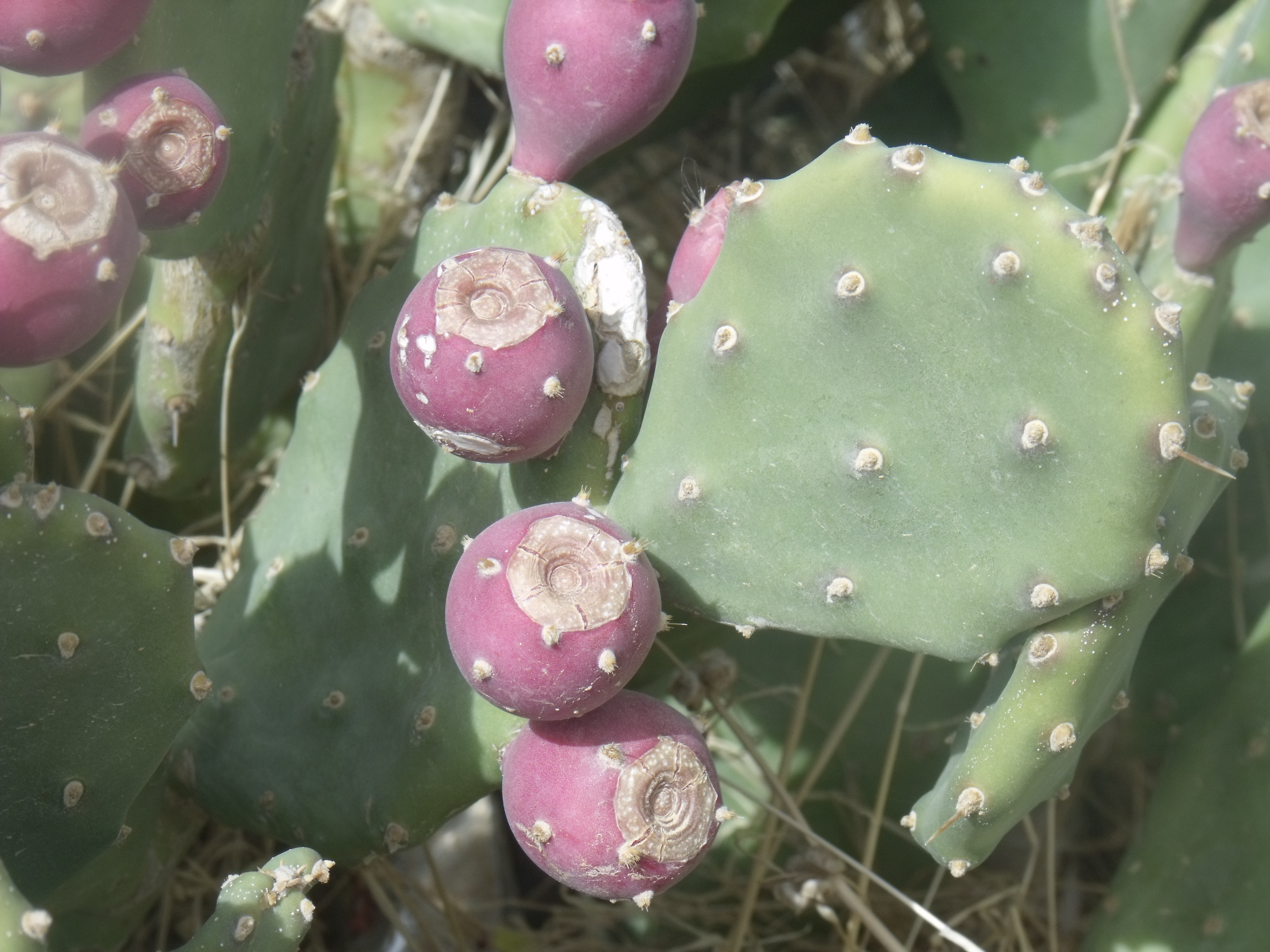
Fruits et raquettes d’Opuntia stricta.

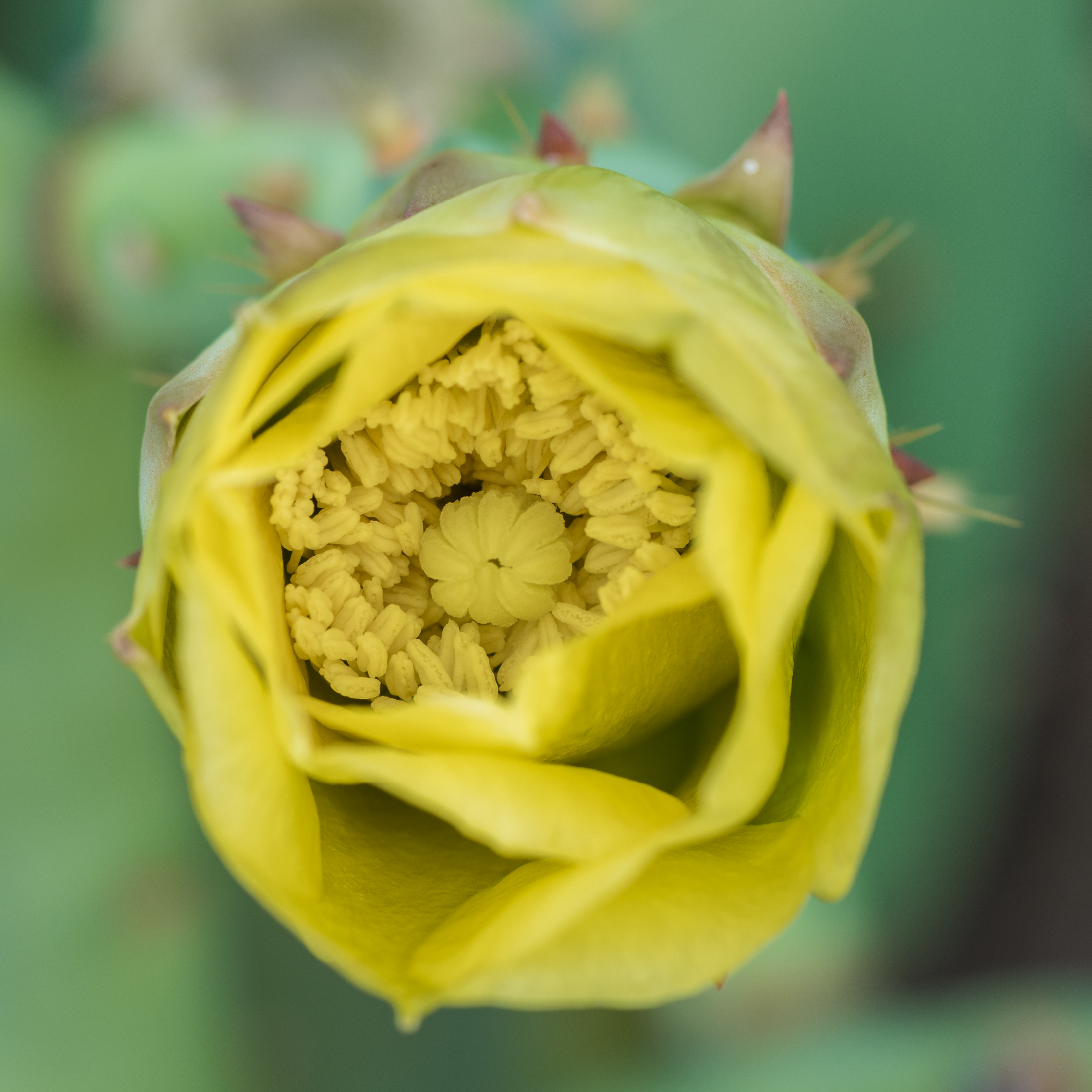
Fleur

### Aspect général
L'espèce se présente comme une plante grasse pérenne. En Afrique du Nord, son port est plus ou moins ramassé et buissonnant.

### Tiges
Les tiges, charnues et aplaties, forment des raquettes (cladodes) mesurent moins de 20-25 cm[réf. nécessaire]. Elles sont ornementées d’aréoles rares (< 100, voire 50 par face) laissant voir majoritairement l’épiderme, avec souvent une ou plusieurs épines jaunâtres, au moins près des bords et vers l’apex.

### Fleurs
Les fleurs sont solitaires, formées par de nombreuses pièces membraneuses, rougeâtres à jaune clair. Leur diamètre est de 6 à 7 centimètres. Elles sont éphémères et mellifères.
Sur le littoral méditerranéen, sa floraison a lieu de mai à juillet.

### Fruits
Les fruits sont plus ou moins pyriformes, toujours de teinte pourpre. Ils mesurent 4 à 6 centimètres de longueur et contiennent de 60 à 180 graines (qui peuvent rester viables plus de 10 ans), jaune à marron clair, incorporées dans la pulpe du fruit. Les fruits étant appréciés par les oiseaux et les mammifères, leurs graines sont dispersées par zoochorie.

## Utilisation

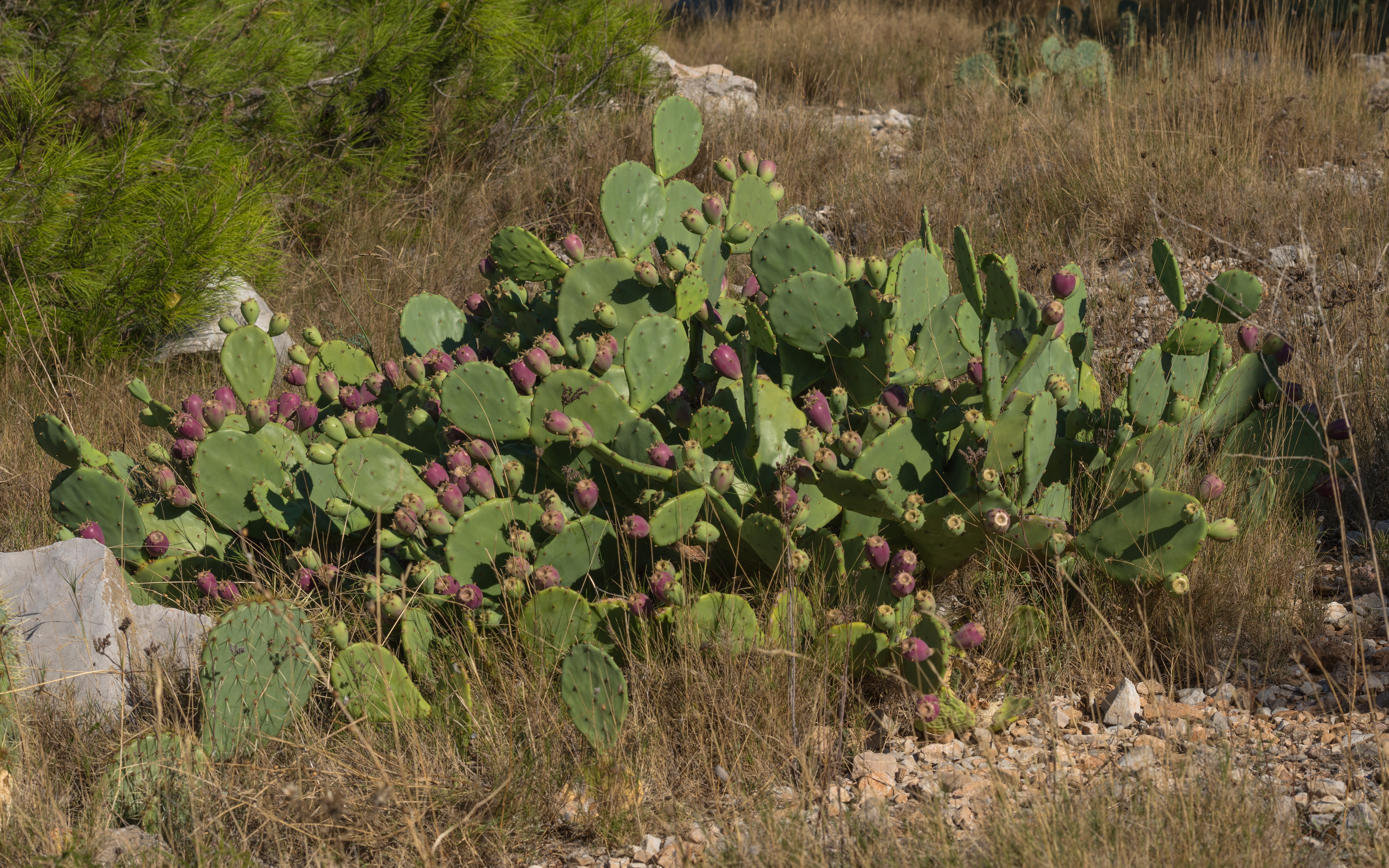
Opuntia stricta avec des fruits, à Sète, en France.

Pour certains ses fruits ont mauvais goût, pour d'autres ils ont un goût délicieux s'améliorant avec l'exposition au soleil. Des jus sont notamment vendus en France. Les figues de Barbarie stricta ont notamment des teneurs en antioxydants (Bétalaines, flavonoïdes) beaucoup plus importantes que l'opuntia ficus indica,. Les fruits d'opuntia stricta ont par le passé et de nos jours constitué une nourriture d'appoint en cas de famine, notamment à Madagascar[réf. nécessaire].
Le mucilage à l'intérieur des feuilles est utilisé pour soigner les brûlures et les abcès. Il est comestible au même titre que les fruits.

## Répartition

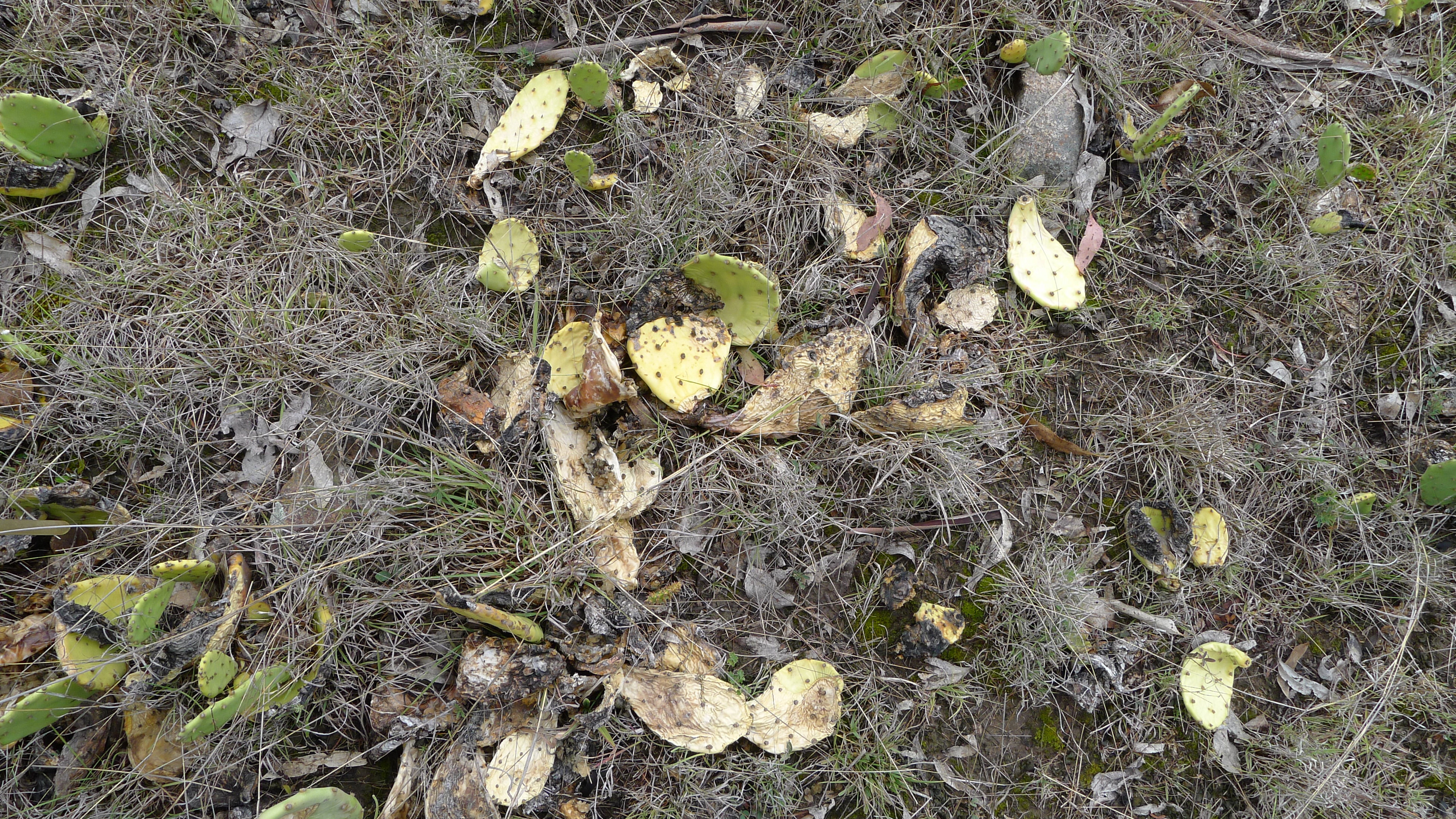
Cladodes en train de pourrir à la suite de l'action de Cactoblastis cactorum.

L'espèce est originaire d'Amérique Centrale et du sud des Etats-Unis, mais est à présent pantropicale. Elle peut former des massifs impénétrables pour les hommes comme les animaux, et entrer en concurrence avec la flore locale ou parfois créer des zones de refuge.

### Espèce envahissante
L'espèce est devenue envahissante dans de nombreuses zones géographiques, et figure dans la liste de l'IUCN des 100 espèces parmi les plus envahissantes au monde.

#### En Australie
Cette espèce a couvert jusqu'à 24 millions d'hectares en Australie en 1920. La lutte biologique avec la cochenille Cactoblastis cactorum a donné de bons résultats, les larves détruisant la plante en y creusant des tunnels, ouvrant la voie à des organismes pathogènes.

#### A Madagascar
Cet Opuntia (noms malgaches raketamena, raketadambo, mavozoloky, raketakendretevo) pose un problème à Madagascar où il a été introduit et propagé. Il envahit rapidement les champs abandonnés où il a servi de clôture vivante. Il fait maintenant l'objet d'un programme d'éradication systèmatique par des moyens mécaniques.

#### En Nouvelle-Calédonie
Sur l'archipel calédonien, il s'est acclimaté vers 1950 et infeste jusqu'aux îlots, où il met notamment en danger l'habitat du Puffin fouquet.
Dans le Nord de la Nouvelle-Calédonie, la larve d'un lépidoptère permet de contrôler certains peuplements.
Le Code de l'environnement de la Province Sud interdit l’introduction dans la nature de cette espèce ainsi que sa production, son transport, son utilisation, son colportage, sa cession, sa mise en vente, sa vente ou son achat.

## Liste des variétés
- Opuntia stricta var. dillenii
- Opuntia stricta var. stricta